# Fulgencius z Ruspe
Sv. Fulgencius z Ruspe nebo také Fulgencius Ruspenský (462/467, Thélepte – 1. ledna 527/533, Ruspe), byl biskup Ruspae.

## Život
Fabius Claudius Gordianus Fulgentius, se narodil ve významné senátorské rodině. Získal velmi dobré vzdělání a stal se prokurátorem nebo výběrčím daní ve Vandalské správě v Thélepte. Při čtení komentáře Svatého Augustina k žalmu 36 (Ž 36, 1 – 13, 13 (Kral, ČEP)) se rozhodl vstoupit do kláštera. Po několika neúspěšných pokusech splnit si toto přání v římské provincii Africe, kde tomu bránilo pronásledování ze strany Vandalů, rozhodl se připojit ke skupině poustevníků v Egyptě. Při své cestě se zastavil na Sicílii, kde jej od jeho záměru odradily heretické prvky egyptského mnišství. Později, když v jeho zemi pronásledování utichlo, začal zakládat kláštery podle zásad sv. Augustina. Založil několik komunit nejen v Africe, ale i později na Sardinii.
Roku 507 nebo 508 byl jmenován biskupem malého pobřežního města Ruspe; své jmenování přijal s velkou nechutí. Nedlouho nato bylo více než 60 katolických biskupů vyhoštěno vandalským králem na Sardinii. Roku 523 bylo jemu a dalším biskupům povoleno vrátit se do své země. Zemřel 1. ledna 527/533.
Je ztotožňován s učencem Fabiem Planciadem Fulgentiem, autorem významných prací, jako jsou Expositio Virgilianae continentiae, Mythologiarum libri tres a Expositio sermonum antiquorum.

## Uctívání
Jeho svátek se v katolické a pravoslavné církvi slaví 1. ledna, na den jeho smrti. Okolo roku 714 byly jeho ostatky přemístěny do Bourges ve Francii. Později byly za Velké francouzské revoluce zničeny.

## Díla
- Contra Arianos
- Contra Fabianum
- De Trinitate
- Ad Trasimundum regem
- Ad Donatum liber de fide orthodoxa ed diversis erroribus haereticoru
- Ad Petrum diacunum de fide
- De veritate praedestinationis et gratiae Dei
- De remissione peccatorum
- De Incarnatione filii Dei

Také napsal: 7 kázání a 13 dopisů.